# Caledonian Sleeper

Streckennetz des Caledonian Sleeper in pinker Farbe

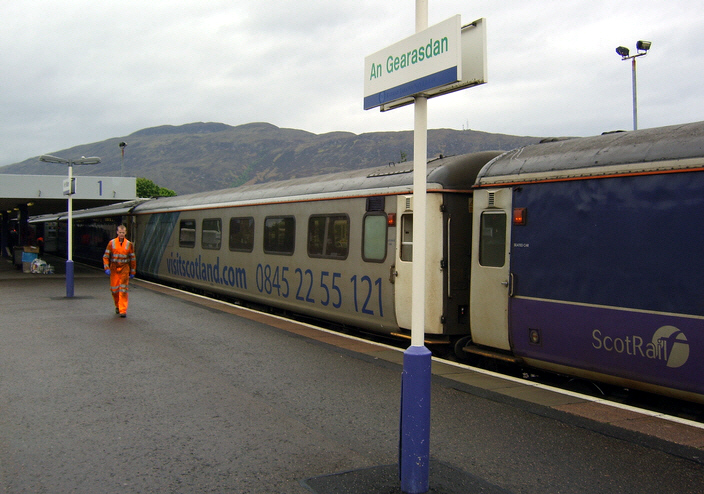
Der Caledonian Sleeper im Bahnhof Fort William

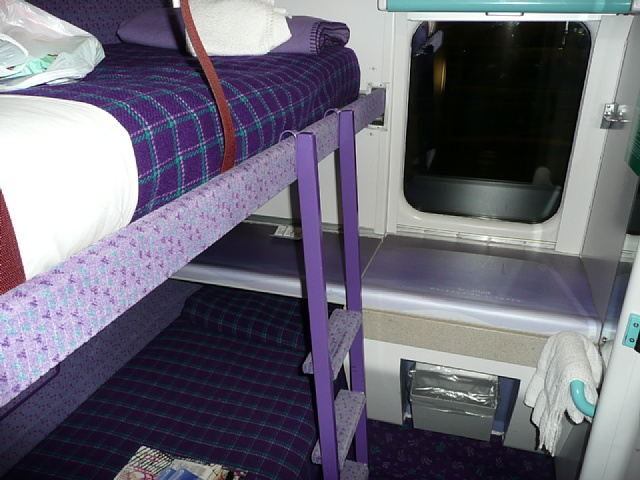
Schlafwagenabteil früherer Wagen des Caledonian Sleeper

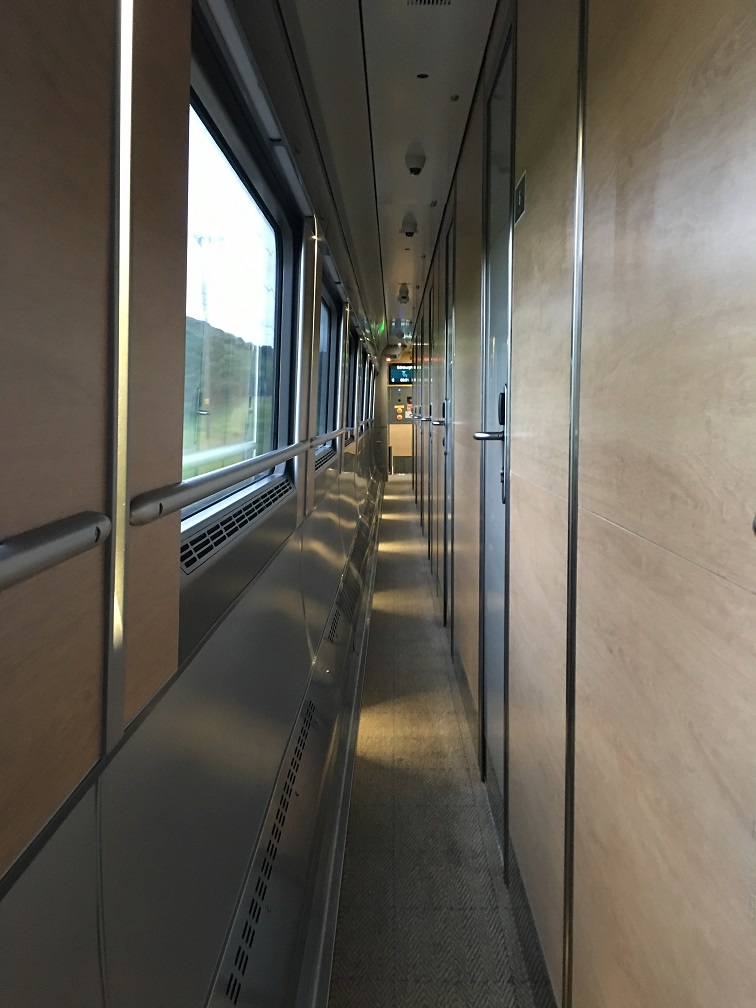
Schmaler Durchgang in einem Mark-5-Wagen

Caledonian Sleeper ist der Name zweier Nachtreisezüge im Vereinigten Königreich zwischen Schottland und London. Eines der Zugpaare verbindet London mit Glasgow und Edinburgh („Lowlander“), das andere führt Wagen zwischen London und Aberdeen, Inverness und Fort William („Highlander“). Sie sind zusammen mit einem Nachtzug zwischen London und Penzance die letzten verbliebenen Nachtzüge in Großbritannien. Von 2004 bis 2015 wurden sie durch First ScotRail betrieben, von 2015 bis 2023 war das Eisenbahnverkehrsunternehmen Serco Caledonian Sleepers, eine Tochtergesellschaft des Dienstleistungsunternehmens Serco, der beauftragte Betreiber. Im Sommer 2023 hat Caledonian Sleeper Limited, eine Tochtergesellschaft des schottischen Staatsunternehmens Scottish Rail Holdings, den Betrieb übernommen.

## Geschichte
Die ersten Schlafwagen zwischen London und Schottland verkehrten bereits 1873. Mit der Privatisierung von British Rail 1994 wurden die meisten Schlafwagenverbindungen in Großbritannien eingestellt, so etwa der Schlafwagenzug zwischen Plymouth und Schottland. Die ebenfalls geplante Einstellung der letzten Schlafwagenzüge zwischen Schottland und London wurde durch vehemente öffentliche Proteste sowohl schottischer Peers und Großgrundbesitzer als auch von Wanderern und Eisenbahnfans verhindert. Zusammen mit dem Night Riviera von London nach Penzance sind die beiden verbliebenen Zugpaare des Caledonian Sleeper inzwischen die einzigen Nachtzüge im Vereinigten Königreich.
Mit der erstmaligen Vergabe des regionalen schottischen Franchises ScotRail wurde 1997 das bis dahin von British Rail betriebene Nachtzugangebot durch National Express übernommen. 2004 verlor National Express das schottische Franchise und damit auch die beiden Zugläufe des Caledonian Sleeper bei dessen Neuvergabe an First, das die Nachtzüge als Teil von First ScotRail weitgehend unverändert weiterführte. Aufgrund des alten Wagenmaterials mit seiner zunehmenden Anfälligkeit und steigenden Wartungskosten war die Fortführung des Caledonian Sleepers mit dem vorgesehenen Ablauf des Franchises von First im April 2015 zunächst gefährdet. Schatzkanzler George Osborne bot daraufhin an, durch das HM Treasury, das britische Finanzministerium, 50 Mio. £ für die Anschaffung neuen Rollmaterials zur Verfügung zu stellen, wenn die schottische Regierung mit eigenen Mitteln die übrige Finanzierung sichere. Die schottische Regierung entschied schließlich, den Nachtzug fortzuführen und aus dem übrigen Scotrail-Franchise herauszulösen.
Im Mai 2014 vergab das schottische Verkehrsministerium die Leistungen ab April 2015 als eigenständiges Franchise für 15 Jahre an Serco. Verbunden damit ist die Beschaffung von 72 neuen Wagen beim spanischen Hersteller CAF, die ab Sommer 2018 zum Einsatz kommen sollten. Serco nahm den Betrieb am 1. April 2015 auf, wobei es in der ersten Woche Probleme mit Buchungen gab. Ab Herbst 2015 sollte GB Railfreight die Traktionsleistungen auch auf den Dieselstrecken von DB Schenker übernehmen. Nicola Sturgeon, die Erste Ministerin Schottlands, enthüllte kurz vor Betriebsaufnahme Ende März im neuen Serco-Kundenzentrum in Inverness das neue Logo des Caledonian Sleeper, einen stilisierten weißen Hirsch. Das neue Rollmaterial wurde entgegen der ursprünglichen Planungen erst ab April 2019 eingesetzt. Ab 28. April wurde zunächst das Zugpaar zwischen London und Edinburgh/Glasgow auf den neuen Wagenpark umgestellt, das Zugpaar zwischen London und Aberdeen/Inverness/Fort William sollte ursprünglich im Juli 2019 folgen. Bedingt durch erhebliche technische Probleme bei der Einführung der neuen Wagen entschied sich Serco jedoch im Juni 2019 dafür, das zweite Zugpaar erst im September 2019 umzustellen und zunächst für das erste Zugpaar einen zuverlässigen Betrieb der neuen Wagen zu gewährleisten. Die Umstellung hatte zunächst dazu geführt, dass Serco zum unpünktlichsten Zugbetreiber (TOC) in Großbritannien wurde.
Die anhaltenden Qualitätsprobleme von Serco beim Betrieb der beiden Zugpaare des Caledonian Sleeper führten schließlich dazu, dass sich die schottische Regierung dazu entschloss, den Betrieb des Zuges zu übernehmen und den Vertrag mit Serco zum 25. Juni 2023 zu kündigen. Seit Sommer 2023 betreibt Scottish Rail Holdings (SRH), ein öffentliches Unternehmen in staatlichem Besitz, den Caledonian Sleeper.

## Fahrplanangebot
Es gibt täglich außer samstags zwei Züge je Richtung. Ein Zug fährt vom Bahnhof Euston in London über die West Coast Main Line (mit Halten in Watford Junction, Crewe und Preston) und wird im Bahnhof Edinburgh Waverley in drei Teile geteilt, die nach Inverness, Aberdeen und Fort William verkehren. Er wird daher auch als „Highland Caledonian Sleeper“ oder „Highlander“ bezeichnet, der Ast nach Fort William auch als „The Deerstalker“ (nach der in den schottischen Highlands weit verbreiteten Hirschjagd), führt diesen Namen aber nicht offiziell. Die Fahrt von Inverness nach London dauert genau zwölf Stunden. Der zweite Zug verkehrt ab London etwas später und wird nach Zwischenstopps in Watford Junction und Carlisle am schottischen Bahnhof Carstairs südöstlich von Glasgow in zwei Teile in Richtung Edinburgh und Glasgow getrennt. Da beide Zielbahnhöfe in den Lowlands liegen, haben sich die Bezeichnungen „Lowland Caledonian Sleeper“ oder „Lowlander“ eingebürgert.
Gewöhnlich verkehren die Züge zwischen London und dem Trennungsbahnhof mit 16 Wagen.

## Fahrzeugpark
Die Wagen der Caledonian Sleeper verfügen über Ein- und Zweibett-Abteile sowie Großraumwagen mit Liegesitzen. Es wird darüber hinaus ein als Loungewagen bezeichneter Bar- und Speisewagen mitgeführt. Insgesamt umfasst der Wagenpark 75 Wagen. Davon sind je 11 Wagen Sitzwagen mit Liegesitzen bzw. Loungewagen. Von den 53 Schlafwagen sind 12 rollstuhlgerecht ausgestattet. Bis 2019 bestand der Wagenpark aus Fahrzeugen der 1972 erbauten Bauart Mark2 und der 1980 bis 1984 gelieferten Bauart Mark3, seitdem werden neu beschaffte Fahrzeuge des Typs Mark 5 eingesetzt, die vom spanischen Hersteller CAF geliefert wurden. Alle Wagen sind mit Klimaanlagen ausgestattet, je 22,2 Meter lang und für eine Höchstgeschwindigkeit von 160 km/h ausgelegt. Mit der Wartung und Instandhaltung ist Alstom beauftragt, das dazu Anlagen in London und Polmadie bei Glasgow nutzt.
Die Lokomotiven werden seit 2016 generell von GB Railfreight gestellt, das Unternehmen hatte die entsprechende Ausschreibung 2015 gewonnen. Bis 2016 wurden auf den nicht elektrifizierten Strecken noch Lokomotiven der Class 67 von DB Schenker eingesetzt. Außer den von Railfreight hauptsächlich eingesetzten Reihen 73/9 (auf den Strecken ohne Fahrdraht) und 92 (auf den elektrifizierten Abschnitten) werden für Rangier- und Überführungsfahrten sowie bei Ausfällen der Stammlokomotiven weitere Typen verwendet.
| Vorhandene Fahrzeuge | Vorhandene Fahrzeuge | Vorhandene Fahrzeuge                                         | Vorhandene Fahrzeuge | Vorhandene Fahrzeuge | Vorhandene Fahrzeuge              | Vorhandene Fahrzeuge                        |
| Baureihe             | Bild                 | Typ                                                          | V/max                | Anzahl               | Baujahr                           | Einsatzstrecken                             |
| -------------------- | -------------------- | ------------------------------------------------------------ | -------------------- | -------------------- | --------------------------------- | ------------------------------------------- |
| Class 73/9           |                      | Zweikraftlokomotive, nur auf nicht elektrifizierten Strecken | 145 km/h             | 6                    | 1962, 1965–1967 (Umbau 2014–2016) | Edinburgh - Inverness/Aberdeen/Fort William |
| Class 92             |                      | Elektrolokomotive                                            | 140 km/h             | 7                    | 1993–1996                         | London - Glasgow/Edinburgh                  |
| Mark 5 (CAF)         |                      | Schlafwagen Speisewagen Sitzwagen mit Liegesitzen            | 161 km/h             | 75                   | 2016-2018                         | Gesamtstrecke                               |

## Sonstiges
Der Caledonian Sleeper ist vor allem bei Besuchern der Highlands beliebt, da der Zugteil nach Fort William auch kleine, anders schwer erreichbare Ziele anfährt, wie etwa den durch öffentliche Straßen nicht zugänglichen Bahnhof Corrour im Rannoch Moor. Die Zugteile ab Glasgow und Edinburgh werden gerne von schottischen Politikern auf ihren Fahrten nach London genutzt: Zu den Fahrgästen gehörten unter anderem bereits der erste First Minister Schottlands Donald Dewar, der frühere Premierminister Gordon Brown, der frühere Vorsitzende der Labour Party, John Smith und der frühere Schottlandminister Danny Alexander. Lonely Planet stufte den Zug 2011 als einen der besten acht Nachtzüge in Europa ein.